# Observatoire d'Eger
L'observatoire d'Eger (en hongrois : egri csillagda) est un monument d'Eger, situé dans les locaux du líceum. Il s'agit du troisième plus grand observatoire astronomique de Hongrie, créé en 1779 à l'initiative de l'évêque Károly Esterházy.
L'observatoire n'a jamais servi pour des projets de réelle importance à cause des troubles de l'histoire et de la politique. Il est aujourd'hui un musée où son exposés ses instruments vieux de 200 ans.
L'astéroïde (86196) Specula porte l'ancien nom de l'observatoire.